# Erzbistum Sens
Das heutige Erzbistum Sens-Auxerre (lateinisch Archidioecesis Senonensis-Antissiodorensis, französisch Archidiocèse de Sens-Auxerre) ist ein Erzbistum der römisch-katholischen Kirche in Frankreich. 

## Geschichte
Das Bistum wurde am Ende des 3. oder Anfang des 4. Jahrhunderts als Bistum in Agedincum gegründet, der Hauptstadt der römischen Provinz Gallia Lugdunensis IV oder Senonia, womit es – wie andere Bistümer in Provinzhauptstädten auch – von Anfang an eine besondere Stellung in der Kirchenhierarchie einnahm.
Auf dem Laterankonzil von 769 wurde der Bischof von Sens zum Erzbischof für Gallien erhoben. Papst Johannes VIII. ernannte den Erzbischof von Sens zum Primas für das Frankenreich jenseits der Alpen. Dies führte um 1100 zu Konflikten mit dem Erzbistum Lyon, das von Gregor VII. ebenfalls einen Primat über Gallien bzw. die Provinzen Lyon, Rouen, Tours und Sens verliehen bekam (mit der Dekretale Antiqua sanctorum patrum). Jedoch verteidigte König Ludwig VI. den Primat von Sens und damit gleichzeitig die Unabhängigkeit seines Reiches vom römisch-deutschen Kaiserreich.
Aus diesem Grund saß der Erzbischof von Sens den Konzilen in Paris vor. Erzbischof Philippe de Marigny war von 1310 bis 1314 maßgeblich an der Verhaftung der Tempelritter und am Templerprozess beteiligt.

## Geografische Gliederung
Bis 1622 unterstanden der Erzdiözese Sens folgende Suffragane:
- Bistum Auxerre
- Titularbistum Betlehem als winzige Enklave bei Clamecy im Bistum Auxerre
- Bistum Chartres
- Bistum Meaux
- Bistum Nevers
- Bistum Orléans
- Bistum Paris
- Bistum Troyes

Zudem verfügte das Erzbistum über ein weit gestreutes Stiftsgebiet, es umfasste:
- das Sénonais um Sens
- das Gâtinais um Château-Landon
- das Melunais um Melun
- einen Teil der Brie, um Provins
- einen Teil der Beauce, um Étampes

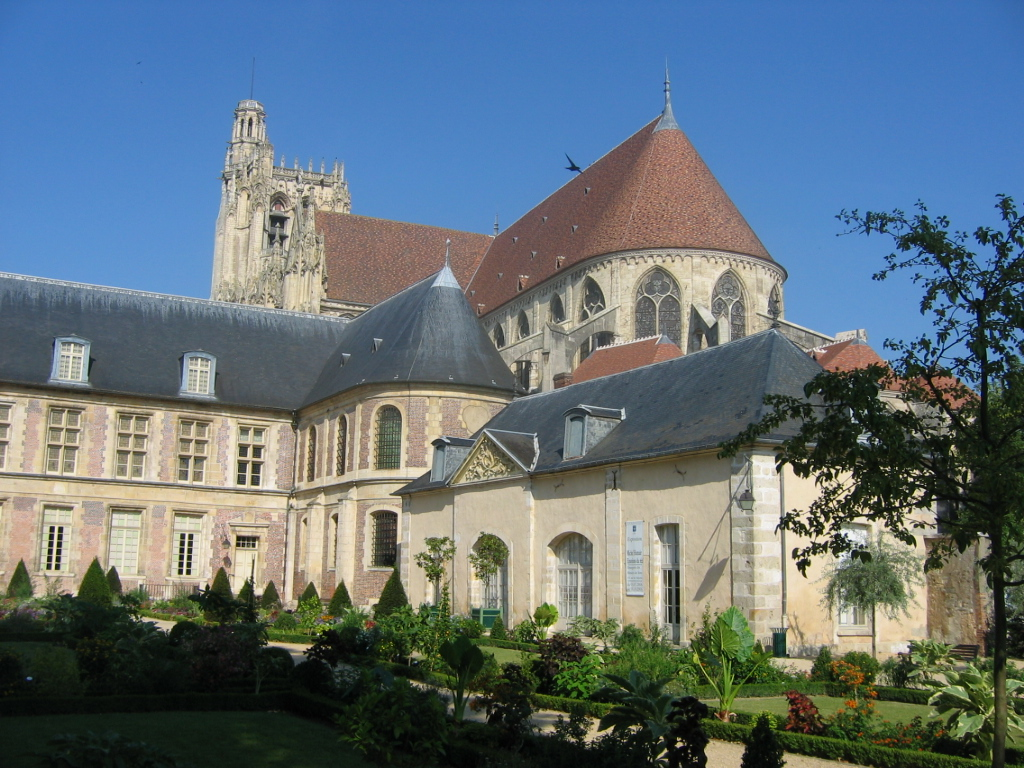
Sens, Kathedrale Saint-Etienne und Bischofspalast
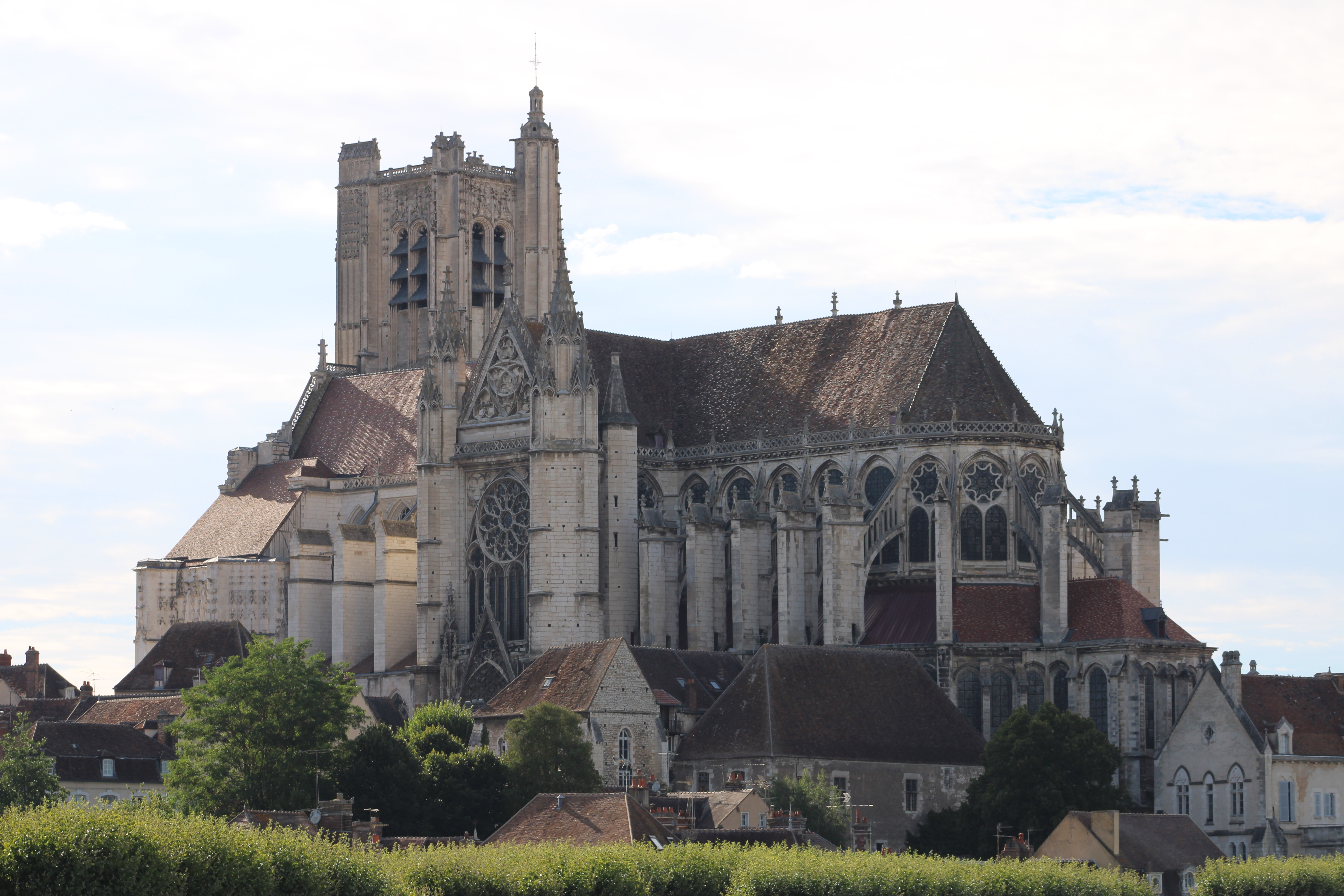
Konkathedrale Saint-Etienne in Auxerre

Von 1622 bis zum Konkordat von 1801 war die Kirchenprovinz wie folgt eingeteilt:
- Erzbistum Sens

1. Bistum Auxerre
2. Bistum Nevers
3. Bistum Troyes
4. Bistum Clamecy

Gliederung der Kirchenprovinz Sens zwischen bourbonischer Restauration und 2002:
- Erzbistum Sens-Auxerre

1. Bistum Moulins
2. Bistum Nevers
3. Bistum Troyes

Seit dem 8. Dezember 2002 ist Sens – obwohl Erzbistum – Suffragansitz des Erzbistums Dijon. Es umfasst das Gebiet des Départements Yonne.